# Nagurus tumidus
Nagurus tumidus är en kräftdjursart som först beskrevs av Wahrberg1922.  Nagurus tumidus ingår i släktet Nagurus och familjen Trachelipodidae. Inga underarter finns listade i Catalogue of Life.